# 가격연동제
가격연동제는 특정 상품의 가격을 다른 상품의 가격과 연관지어 결정함으로써, 서로 대체제라고 할 수 있는 재화들의 공급과 수요를 조절하는 시장가격제도이다. 대표적인 예로, 우리나라에서의 소고기와 돼지고기의 가격이 가격연동제에 의해서 결정된다.